# Невооружённый глаз
Невооружённый глаз — образное выражение, относящееся к зрительному восприятию человека, не использующего вспомогательное оборудование, такое как телескоп, микроскоп, увеличительное стекло, очки, монокль, линзы или бинокль, и имеющего нормальное зрение. Люди с ослабленным зрением невооружённым глазом видят меньше и вынуждены «вооружать глаз» очками или линзами.
Термин обычно используется в астрономии для указания на астрономические явления, которые доступны для наблюдения неограниченному кругу лиц, такие как соединения, прохождение комет или метеорные ливни. Традиционные практические знания о небе и различные тесты подтверждают огромное разнообразие явлений, которые можно наблюдать невооружённым глазом.

## Свойства глаза
Точность человеческого глаза:
- Быстрая автоматическая фокусировка на расстояниях от 10 см (молодые люди) — 50 см (большинство людей от 50 лет и старше) до бесконечности.
- Угловое разрешение: 1[1]—2′[2] (около 0,02°—0,03°), что соответствует 30—60 см на 1 км расстояния.
- Угол обзора: одновременное зрительное восприятие пространства 130° × 160°.
- Слабые звезды до +6,5 звёздной величины.
- Фотометрия (яркость) до ±10 % или 1 % от интенсивности — с колебаниями от ночного к дневному 1 : 10 000 000 000.
- Симметрия 10—20″ (5—10 см на 1 км) — см. измерения Тихо Браге и древних египтян.
- Поинтервальная оценка (например, по плану на бумаге) до 3—5 %.
- Неосознанное распознавание движения (сигнальная система и рефлексы).
- Оценка скорости в пределах 5—10 %.
- Рефлекторная стабилизация изображения.

Зрительное восприятие позволяет человеку получить много информации об окружающей среде:
- расстояние и трёхмерное положение предметов и людей,
- скорость,
- линия вертикали и угол наклона предметов к ней,
- яркость и цвет, их изменения по времени и направлению,
- другие свойства предметов.

## Невооружённый глаз в астрономии
Обычно невооружённым глазом можно увидеть звезды, имеющие величину до +6m; угловое разрешение невооружённого глаза — около 1′, однако некоторые люди обладают более острым зрением и могут рассмотреть звезды до +6,5m. Общее число звёзд, которое теоретически возможно рассмотреть с Земли невооружённым человеческим глазом, составляет 9096.
На чистом ночном небе человеческий глаз способен увидеть до 2500 звёзд до 6-й звёздной величины, однако на практике атмосферное поглощение и пыль, как правило, уменьшают это число до 1500—2000. Жители крупных городов практически лишены возможности наблюдать звезды невооружённым глазом. Число видимых звёзд в центре крупного города уменьшается до нескольких сотен, а в некоторых случаев до десятков. Происходит это из-за эффекта, названного световым загрязнением, когда свет ночного города, рассеиваясь в заполненных газами и дымом нижних слоях атмосферы, создаёт помеху для наблюдателя. Кроме того, яркое уличное освещение напрямую воздействует на глаза человека, что, ввиду их физиологии, не позволяет разглядеть более слабые источники света на небе.
Цвет можно различить лишь у ярких звёзд и планет. Кроме того, можно различить некоторые звёздные скопления, такие как Плеяды, h/χ Персея, M13 в созвездии Геркулеса, галактику Туманность Андромеды и Туманность Ориона. Пять планет, видимых невооружённым глазом с Земли, — Меркурий, Венера, Марс, Юпитер и Сатурн. В идеальных атмосферных условиях также можно теоретически разглядеть Уран, звёздная величина которого колеблется от +5,6m до +5,9m, что на пределе чувствительности человеческого глаза. Уран уникален тем, что это первая планета, которая была открыта с использованием технологии (телескопа), а не с помощью невооружённого глаза. Имеются неподтверждённые свидетельства того, что астрономы древности (в частности, астрономы инков) могли наблюдать Уран и Галилеевы спутники Юпитера до изобретения телескопа.
В Южном полушарии Земли невооружённым глазом видны спутники нашей галактики Большое и Малое Магеллановы Облака, а также шаровые скопления ω Центавра и 47 Тукана.
Метеорные потоки наблюдать невооружённым глазом лучше, чем в бинокль, — Персеиды (10—12 августа) или Геминиды (в декабре). Другие популярные для наблюдения объекты: около 100 искусственных спутников за ночь, Международная космическая станция и Млечный Путь.

## Геодезияинавигация
В Северном полушарии Полярная звезда с помощью угломера даёт возможность наблюдателю определить широту с точностью до 1 градуса.
Жители Вавилона, народ майя и древние египтяне измеряли часовое и календарное время с помощью невооружённого глаза, определяя:
- длину года и месяца с точностью до 1 минуты (0,001 %),
- 24 часа в сутках и день весеннего равноденствия,
- периоды обращения планет (астрономы майя) с точностью до 5—10 минут для Марса и Венеры.

## Мелкие объекты и карты
При наблюдении мелких объектов без увеличительного стекла или микроскопа обычное расстояние до объекта — 20—25 см. С этого расстояния можно чётко увидеть точку размером 0,05 мм. Для различения объектов друг от друга их размер должен составлять 0,1—0,3 мм. Последний размер обычно используется для нанесения мелких деталей на карты и технические планы.